# دخاخني

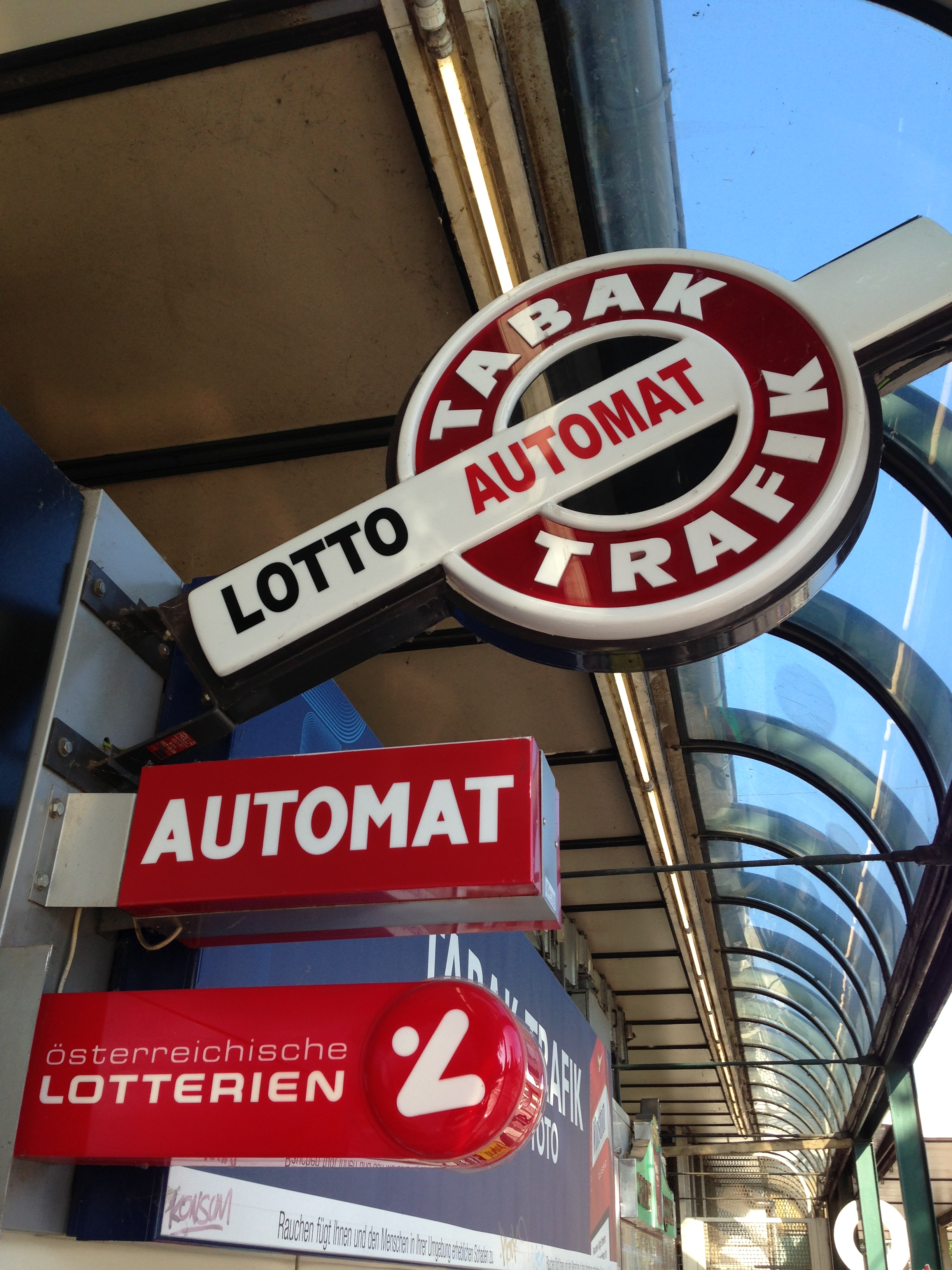
محل لبيع مستلزمات التدخين

دخاخني أو محلات بيع لوازم التدخين هو بائع تجزئة لمنتجات التبغ بأشكالها المختلفة وما يتصل بها من عبوات التبغ (عبوات الدخان) والسيجار والسجائر الألكترونية والولاعات والغليون وأعواد الثقاب والمنافض. كما من الممكن بيع التنباك والزغلول والسلوم والمعسل بنكهاته المختلفة والفحم منها فحم الليمون والسنديان أو الفحم الفوري كما تجد عندها الفحم المخصص للمشاوي وكافة مستلزمات الارجيلة. تقوم هذه المحال ببيع خلطات المعسل الجاهزة مثل مزايا والفاخر والنخلة الخ أو عمل خلطات خاصة تشتهر بها لتكوين قاعدة زبائنها الخاصة. تقوم هذه المحال ببيع كافة مستلزمات الدخان الغير مرتبطة مباشرة بالتدخين مثل المداليات الموسومة بشعار شركات التدخين وغيرها من المستلزمات الأخرى.

## معرض صور

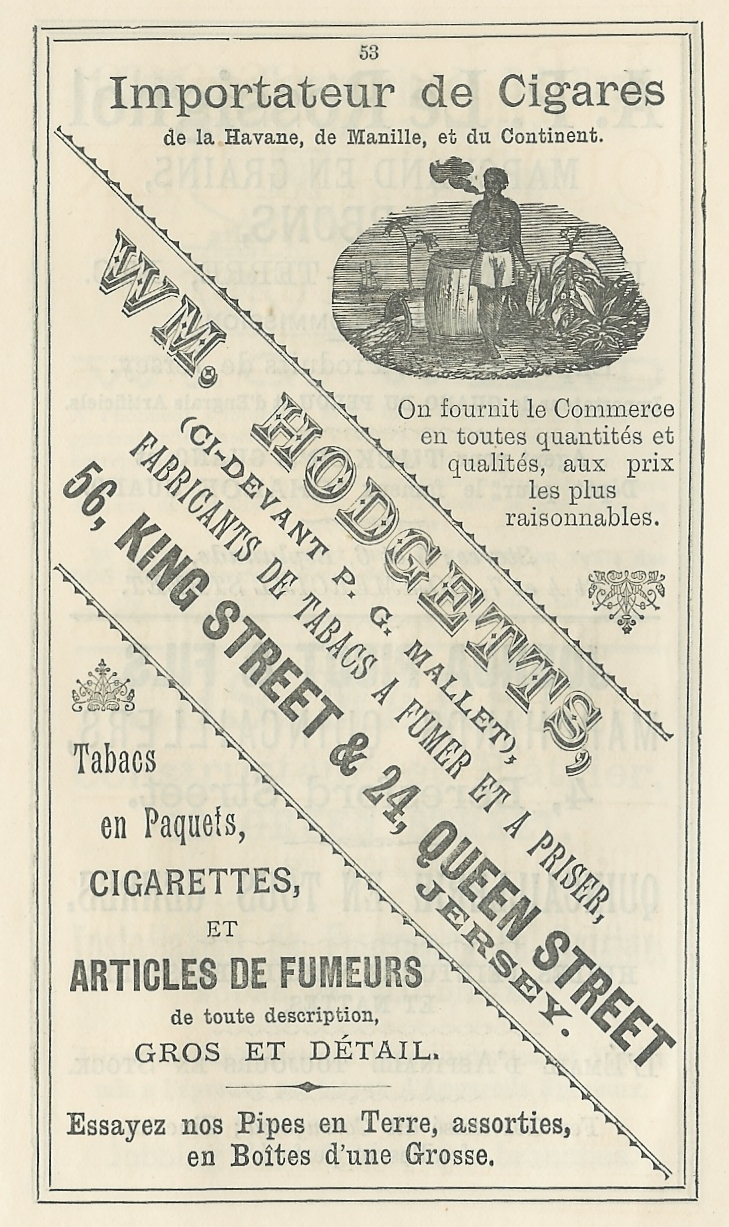
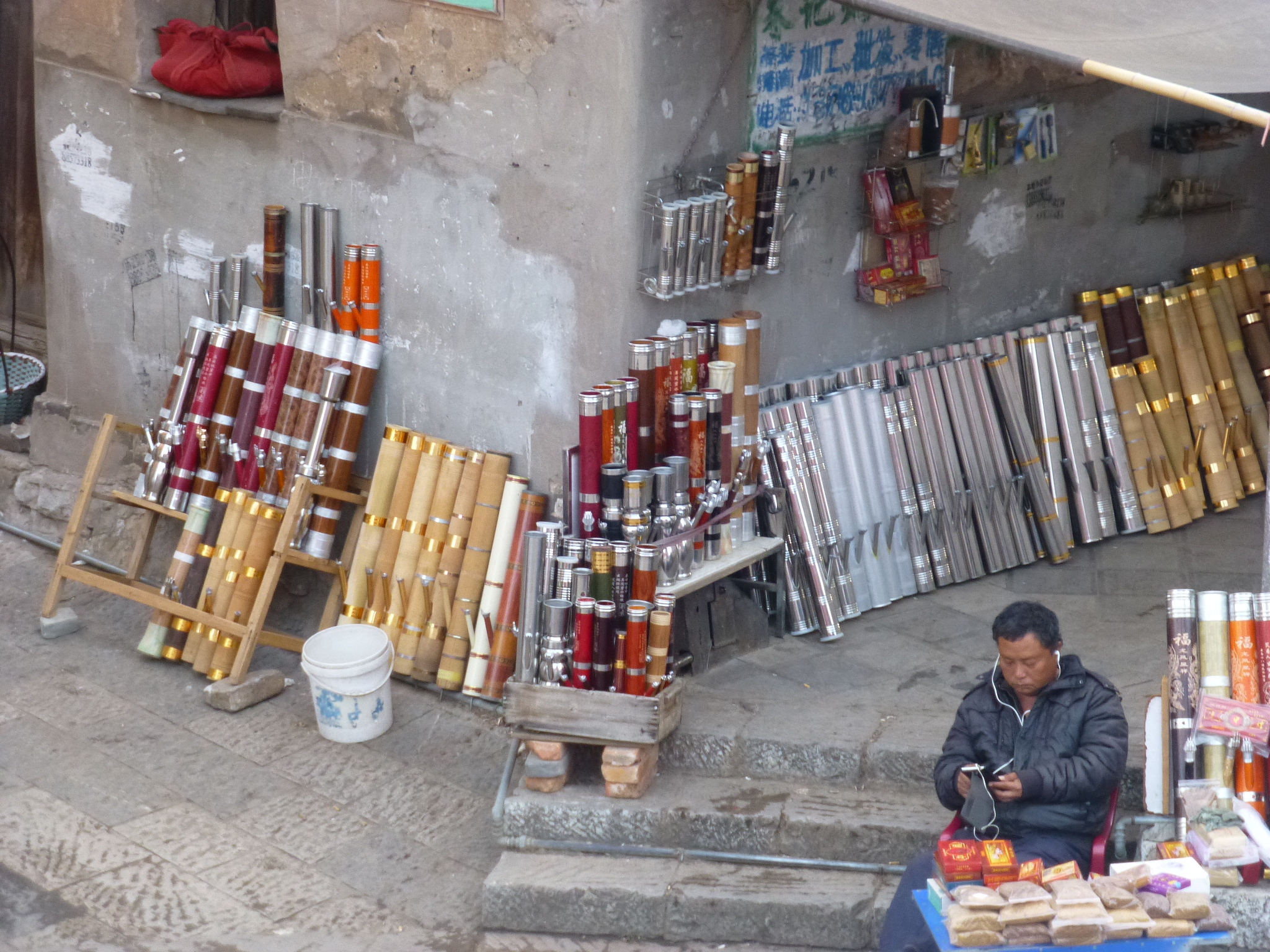
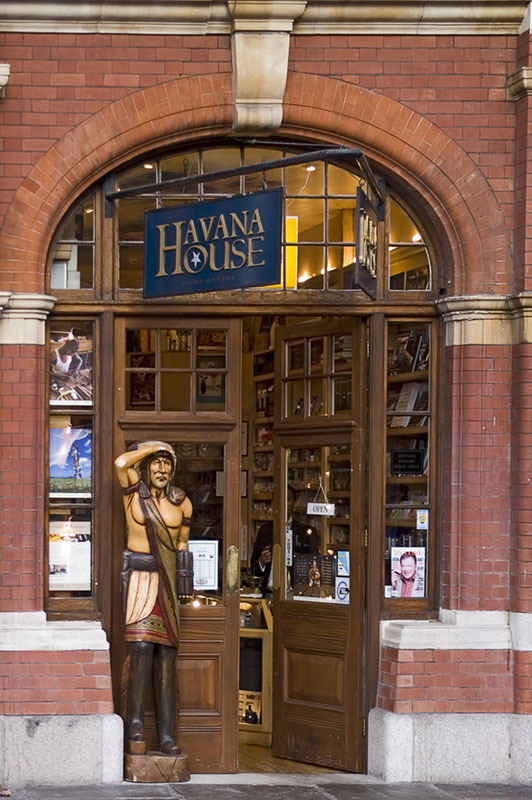
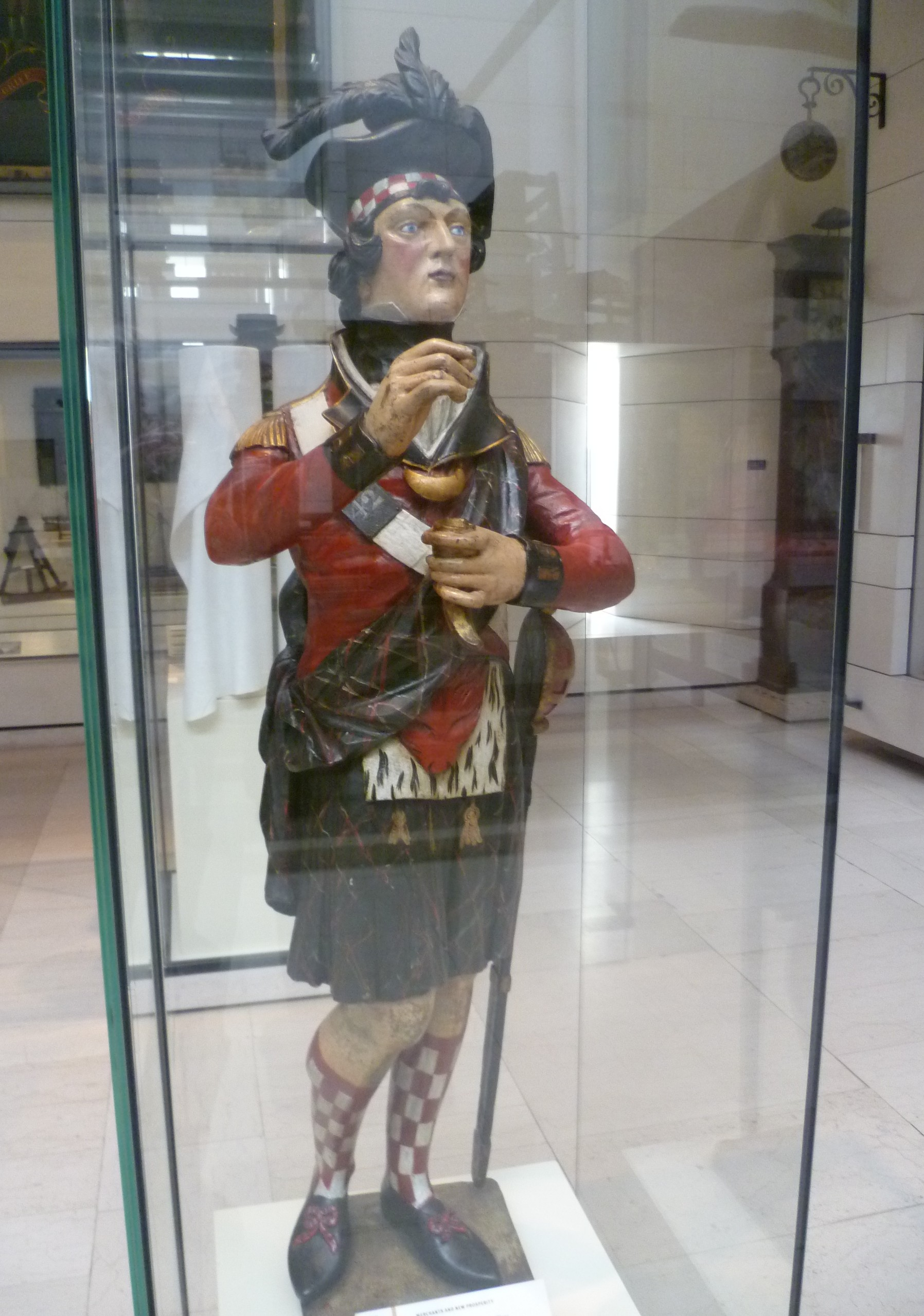